# یامادا آرینوبو
یامادا آرینوبو (به ژاپنی: 山田 有信 Yamada Arinobu)؛ ۱۵۴۴ – ۱۵ ژوئن ۱۶۰۹) یک ملازم (قرون وسطی) در خدمت خاندان شیمازو در دوره ادو بود. وی زیر نظر شیمازو تاکاهیسا و سپس زیر نظر شیمازو یوشی‌هیسا خدمت کرد. در سال ۱۵۶۸، وی برای خدمات خود به یک کارو (سامورایی) تبدیل شد.